# Aliança da Democracia Socialista
A Aliança da Democracia Socialista foi uma organização internacional secreta fundada por Mikhail Bakunin em Genebra em outubro de 1866, que adotava um programa socialista e revolucionário. Ainda em 1866, ano de sua fundação, a Aliança fez um pedido de adesão à Associação Internacional dos Trabalhadores, que não foi aceito pelo Conselho Geral da organização, pois a Aliança também era uma organização internacional por si mesma, e apenas organizações nacionais eram permitidas enquanto membros na Internacional. A Aliança foi dissolvida e os vários grupos que a formavam uniram-se à Internacional separadamente.